# Anjoutey
Anjoutey är en kommun i departementet Territoire de Belfort i regionen Bourgogne-Franche-Comté i östra Frankrike. Kommunen ligger i kantonen Rougemont-le-Château som tillhör arrondissementet Belfort. År 2022 hade Anjoutey 598 invånare.

## Befolkningsutveckling
Antalet invånare i kommunen Anjoutey
| Referens: INSEE |